# مخفض (مصغر)

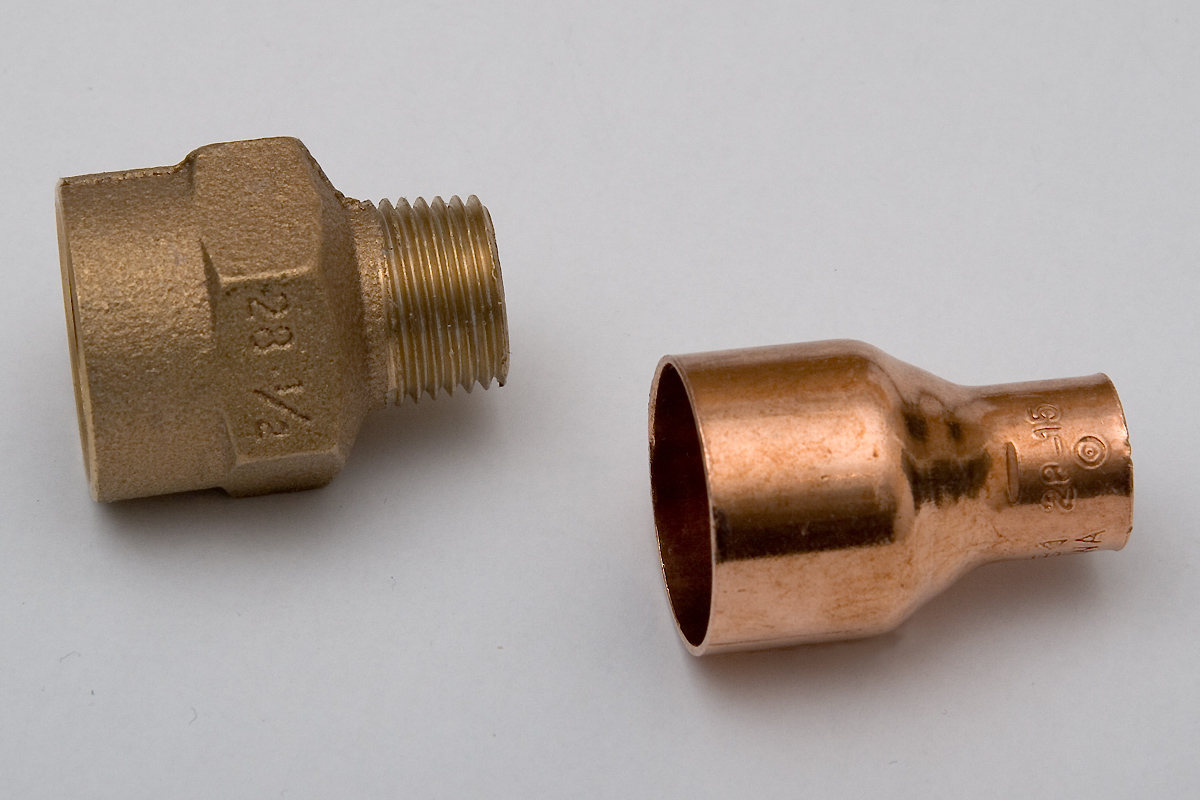

المخفض هو جزء يُركّب في خطوط الأنابيب لتقليل حجم الأنبوب من الأكبر إلى الأصغر. يتساوى طول المُصغر مع متوسط أقطار الأنبوب الكبير والصغير. هناك نوعان أساسيان المركزي واللامركزي. يمكن أن يستخدم كفوهة (Nozzle) أو كناشر (diffuser) وذلك حسب عدد ماخ (mach number). يسمح المصغر بتغيير حجم الأنبوب لكي يقابل متطلبات السريان الهيدروليكي في النظام أو لكي يتناسب مع أنبوب آخر له حجم مختلف. عادة ما يكون المصغر مركزي ولكن اللامركزي يستخدم لكي تكون قمة أو قاع الأنبوب عند نفس المستوى للأنبوب الآخر. هذه التركيبات يقدر حجمها واستخداماتها بناء على البوصة أو حسب المتر.

## وصلات خارجية
- Quick calculator for reducer / expander dimensions